# Telefonvorwahl (Kroatien)
Die Telefonvorwahl-Codes in Kroatien werden von der Regulierungsbehörde für Netzwerktätigkeiten organisiert und vergeben. Es existieren Vorschriften und Richtlinien über die Vergabe von Nummernbereichen. Die Verantwortung über die Vergabe und Verwendung von Nummern innerhalb der Vorwahlbereiche obliegt dann den entsprechenden Netzbetreibern (bei regionalen Vorwahlen ist das in der Regel die T-Hrvatski Telekom, bei Mobilfunk-Vorwahlen der entsprechende Netzbetreiber etc.).
Für die Schreibweise der Rufnummern gibt es in Kroatien keine gesetzlichen Vorschriften, jedoch empfiehlt sich die Anwendung der DIN 5008. Mehr dazu unter Rufnummer: Schreibweise.

## Schema
Die Anwahl einer kroatischen Rufnummer aus dem Ausland geschieht folgendermaßen:
Internationale Vorwahl + Vorwahl + Telefonnummer
Die internationale Vorwahl ist in diesem Fall meist +385.
Die Anwahl innerhalb des Landes kann stets so erfolgen:
0 + Vorwahl + Telefonnummer
Im Festnetz kann eine Nummer im selben Vorwahlbereich auch ohne Vorwahl angewählt werden.
Bei der Vorwahl handelt es sich um die Vorwahl eines Ortes, Mobilfunk- oder andersartigen Netzes.

## Regionale Vorwahlen
Die kroatischen Telefonvorwahlen richten sich nach der nationalen Einteilung in Gespanschaften.
| Gespanschaft                  | Vorwahl   |
| ----------------------------- | --------- |
| Stadt Zagreb und Gespanschaft | 1 (11–19) |
| Dalmatien                     |           |
| Dubrovnik-Neretva             | 20        |
| Split-Dalmatia                | 21        |
| Šibenik-Knin                  | 22        |
| Zadar                         | 23        |
| Slawonien                     |           |
| Osijek-Baranja                | 31        |
| Vukovar-Syrmia                | 32        |
| Virovitica-Podravina          | 33        |
| Požega-Slawonien              | 34        |
| Brod-Posavina                 | 35        |
| Zentralkroatien               |           |
| Međimurje                     | 40        |
| Varaždin                      | 42        |
| Bjelovar-Bilogora             | 43        |
| Sisak-Moslavina               | 44        |
| Karlovac                      | 47        |
| Koprivnica-Križevci           | 48        |
| Krapina-Zagorje               | 49        |
| Istrien                       |           |
| Primorje-Gorski Kotar         | 51        |
| Istrien                       | 52        |
| Lika-Senj                     | 53        |